# Murder One
Murder One est une série télévisée américaine en 41 épisodes de 42 minutes, créée par Steven Bochco, Charles H. Eglee (en) et Channing Gibson (en) et diffusée entre le 19 septembre 1995 et le 29 mai 1997 sur le réseau ABC.
En France, la série est diffusée à partir du 22 juin 1996 sur M6.

## Synopsis
Jessica Costello, une adolescente de 15 ans, est assassinée à Hollywood. L'affaire fait la Une des médias et maître Hoffman, aidé de son équipe d'avocats, tente de faire la lumière sur ce meurtre crapuleux et sur la vie mouvementée de la jeune femme. Entre mensonges, trahisons, adultères et scandales, le cabinet Hoffman & Associés doit faire la part des choses pour défendre au mieux les intérêts de leur client et élucider cette enquête jalonnée de surprises et de rebondissements

## Distribution

### Personnages principaux
- Daniel Benzali (VF : Benoit Allemane) : Ted Hoffman (saison 1)
- Anthony LaPaglia (VF : Lionel Henry) : Jimmy Wyler (saison 2)
- Mary McCormack (VF : Frédérique Tirmont) : Justine Appleton (saisons 1 et 2)
- Michael Hayden (VF : Denis Laustriat) : Chris Docknovich (saisons 1 et 2)
- Grace Phillips (VF : Anne Deleuze puis Sophie Deschaumes) : Lisa Gillespie
- J.C. MacKenzie (VF : Hervé Jolly puis Jérôme Keen) : Arnold Spivak (saisons 1 et 2)
- Stanley Tucci (VF : Daniel Beretta) : Richard Cross (saisons 1 et 2)
- Barbara Bosson (VF : Danielle Volle) : Miriam Grasso
- Dylan Baker (VF : Mathieu Rivolier) : Inspecteur Arthur Paulson
- Patricia Clarkson (VF : Maryse Meryl) : Annie Hoffman (saison 1)
- John Fleck (VF : Jacques Feyel) : Louis Hines
- Vanessa Williams (VF : Maïté Monceau) : Lila Marquette
- Jason Gedrick (VF : Franck Capillery) : Neil Avedon (saison 1)
- D.B. Woodside (VF : Thierry Desroses) : Aaron Mosley (saison 2)
- Clayton Rohner (VF : Bernard Bollet) : Inspecteur Vince Biggio (saison 2)
- Jack Kehler (VF : Patrick Messe) : Frank Szymanski (saison 2)
- Pauley Perrette : Gwen
- Ralph Waite : Malcolm Dietrich
- Missy Crider : Sharon Rooney
- Rick Worthy : Rickey Latrell

### Personnages secondaires
- Gregory Itzin (VF : Michel Tureau): Roger Garfield
- Donna Murphy (VF : Marie Marczak) : Francesca Cross
- Linda Carlson (VF : Marie-Martine) : Juge Beth Bornstein
- Bobbie Phillips (VF : Dominique Chauby) : Julie Costello
- Kevin Tighe (VF : Georges Berthomieu) : David Blalock
- Vanessa Zima (VF : Sarah Marot puis Patricia Legrand) : Elizabeth Hoffman
- Tia Carrere (VF : Juliette Degenne) : Beverly Nichols
- Markus Redmond (VF : Christian Pelissier) : Mark Washington
- John Pleshette (VF : Jacques Bouanich) : Gary Blondo
- Stanley Kamel (VF : Érik Colin) : Dr Graham Lester
- Adam Scott (VF : Renaud Tissier) : Sydney Schneider
- Joe Spano (VF : Alain Marguerite) : Ray Velacek
- Pruitt Taylor Vince : Clifford Banks
- Eileen Heckart : Frances Wyler
- Neal McDonough : Kyle Rooney
- Michael Warren : Ken Hicks
- Jessica Tuck : Laura Crimmins
- Don McManus : Lee Michaelson
- ? (VF : Serge Blumenthal) : Narrateur

## Épisodes
- Tous les épisodes ont un numéro de chapitre subséquent (ex : chapitre 1, chapitre 2, etc.).
- La première saison contient 23 épisodes, et la deuxième en contient 18.